# Souhvězdí Honicích psů
Honicí psi je souhvězdí na severní obloze. Zavedl jej Johannes Hevelius v roce 1687.
Název souhvězdí je starou řeckou legendou spojen se sousedním souhvězdím Pastýře. Bývá znázorňováno jako dva psi, které na vodítku vede Pastýř. Honicí psi zaujímají oblast pod Velkou medvědicí.
Zajímavostí tohoto souhvězdí je, že vzhledem k Zemi je umístěno kolmo k Mléčné dráze, proto je chudé na hvězdy, a poskytuje tak nerušený výhled do nejvzdálenějších oblastí vesmíru daleko za hranicemi naší Galaxie. Dále je zajímavá hvězda Chara (Asterion, β CVn), která je dvojníkem Slunce – tak, jak je vidět Chara od Slunce, by bylo vidět Slunce od Chary, tedy ze vzdálenosti 27 ly.

## Významné hvězdy

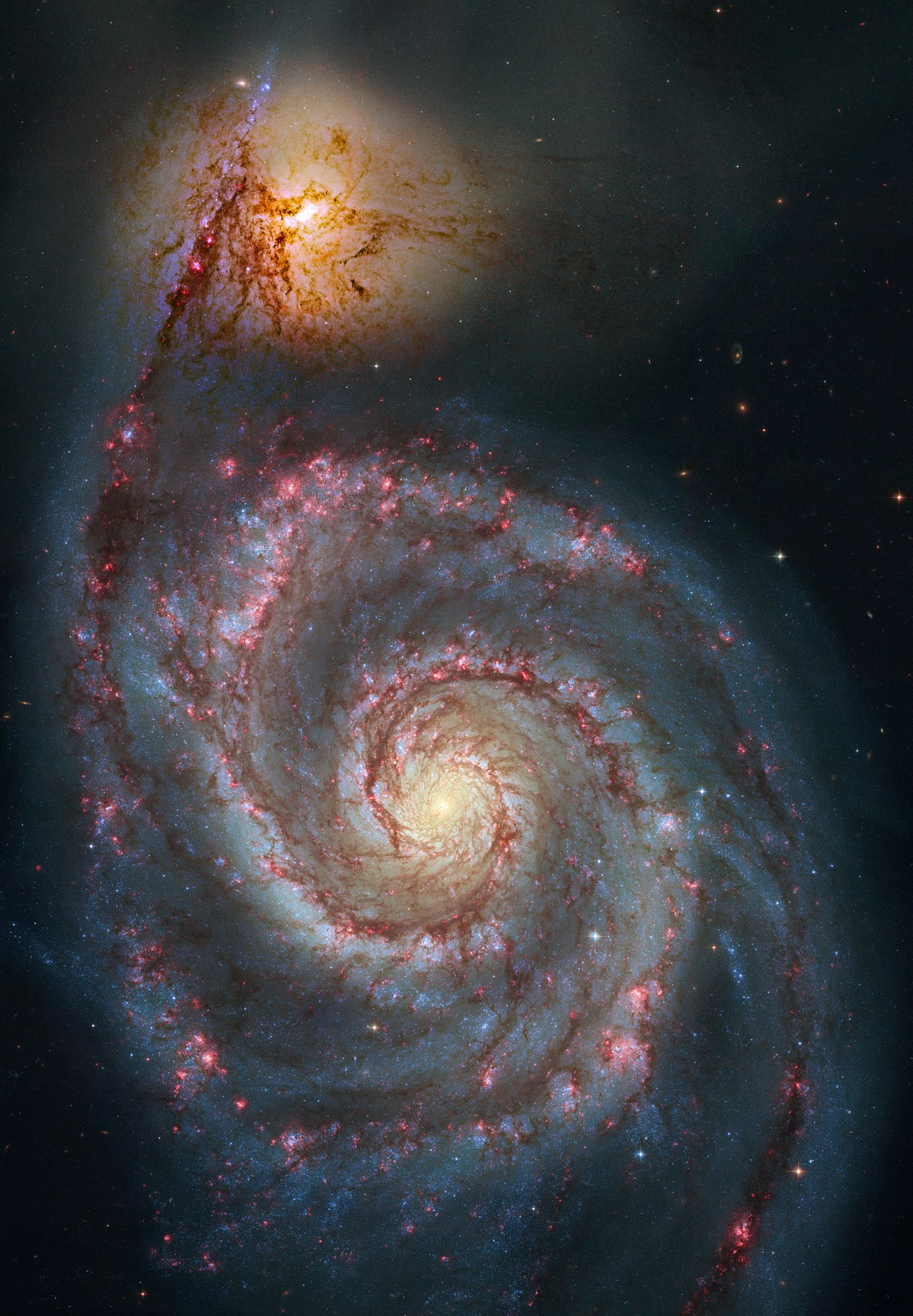
Vírová galaxie

| Hvězda | Jméno            | Hvězdná velikost |
| ------ | ---------------- | ---------------- |
| α CVn  | Cor Caroli       | 2,88m            |
| β CVn  | Chara (Asterion) | 4,26m            |

Cor Caroli (α CVn) má hvězdnou velikost 2,88m a je nejjasnější hvězdou tohoto souhvězdí. Od Země je vzdálená přibližně 110 ly a i malý dalekohled ji dokáže rozložit na dvojhvězdu, jejíž slabší složka má hvězdnou velikost 5,6m.
Chara (β CVn) je druhou nejjasnější hvězdou Honicích psů a má hvězdnou velikost 4,3m. Od Země je vzdálená asi 27 ly a dá se považovat za dvojníka Slunce, protože jeho spektrální třída G0 je podobná Slunci (G2) a má podobnou svítivost. Při pohledu od Chary by tedy bylo Slunce vidět podobně jasné jako je Chara při pohledu od Slunce.

## Objekty vzdáleného vesmíru

Animace ukazující viditelnost hvězd souhvězdí Pastýře, Honicích psů a Vlasů Bereniky v závislosti na průzračnosti oblohy.

Nejjasnějším objektem hlubokého vesmíru v tomto souhvězdí a třetí nejjasnější kulovou hvězdokupou severní oblohy je Messier 3. Je tak jasná, že je na hranici viditelnosti pouhým okem a triedr ji ukáže jako jasnou rozmazanou tečku. Od Země je vzdálená 32 600 ly a je zajímavá tím, že obsahuje velké množství proměnných hvězd.
Hlavním lákadlem v Honicích psech jsou galaxie, z nichž některé jsou tak jasné, že se dostaly do Messierova katalogu. Nejznámější je Vírová galaxie (M 51), která je od Země vzdálená 23 milionů ly a je hlavním členem Skupina galaxií M 51. Vírová galaxie patří mezi nejjasnější na pozemské obloze a za příznivých podmínek je viditelná i triedrem. Je také první galaxií, u které byla už v roce 1845 rozeznána spirální struktura jejích ramen. I malý dalekohled může ukázat jejího průvodce, se kterým se Vírová galaxie navzájem gravitačně ovlivňuje. Druhým nejjasnějším členem skupiny galaxií M 51 je galaxie Slunečnice (M 63).
V západní části souhvězdí se nachází skupina galaxií označovaná jako Skupina Honicích psů I, jejímž nejjasnějším členem je M 94. Do této skupiny patří také NGC 4214, NGC 4244, NGC 4395 a NGC 4449.
Další jasnou galaxií v tomto souhvězdí je Messier 106, která je hlavním členem skupiny Honicích psů II. Messier 106 je od Země vzdálená 23,8 milionů ly a také je možné ji pod čistou oblohou najít pomocí triedru. Do skupiny Honicích psů II patří i galaxie NGC 4490.
U západní hranice souhvězdí se nachází spirální galaxie NGC 4151, která má aktivní galaktické jádro s proměnnou aktivitou, díky které kolísá hvězdná velikost celé galaxie. Od Země je vzdálená asi 60 milionů ly.
V jihozápadní části souhvězdí leží zajímavá spirální galaxie NGC 4631, která díky svému klínovitému tvaru získala název „Velryba“. Od Země je vzdálená asi 24 milionů ly.
Asi 3° jihovýchodně od hvězdy Cor Caroli se dá i menším dalekohledem najít spirální galaxie NGC 5005, která tvoří gravitačně vázanou dvojici s galaxií NGC 5033. Od Země jsou vzdálené asi 60 milionů ly. Také NGC 5005 má aktivní galaktické jádro s obří černou dírou.